# Cesena
Cesena (romanyol nyelven Zisèna) település Olaszországban, Emilia-Romagna régióban, Forlì-Cesena megyében. Lakosainak száma 95 778 fő (2023. január 1.). Cesena Bertinoro, Cesenatico, Civitella di Romagna, Gambettola, Longiano, Meldola, Mercato Saraceno, Montiano, Roncofreddo, Cervia, Ravenna és Sarsina községekkel határos.
A három pápa városának is nevezik, mivel itt született VI. Piusz és VII. Piusz pápa, VIII. Piusz pápa pedig itt volt püspök. 

## Népesség
A település lakossága az elmúlt években az alábbi módon változott:
| Lakosok száma | 96 797 | 96 583 | 96 760 | 95 778 |
|               | 2015   | 2016   | 2018   | 2023   |